# جیمز براون (هنرپیشه)
جیمز براون (انگلیسی: James Brown؛ ۲۲ مارس ۱۹۲۰ – ۱۱ آوریل ۱۹۹۲) یک هنرپیشه و خواننده اهل ایالات متحده آمریکا بود.
از فیلم‌ها یا برنامه‌های تلویزیونی که وی در آن نقش داشته است می‌توان به به راه خود می‌روم، شن‌های آیو جیما، جزیره بیداری اشاره کرد.